# Wolfgang av Pfalz-Zweibrücken
Wolfgang av Pfalz-Zweibrücken, född den 26 september 1526, död den 11 juni 1569, var pfalzgreve och hertig av Zweibrücken.

## Biografi
Wolfgang av Pfalz-Zweibrücken var son till Ludvig II av Pfalz-Zweibrücken och Elisabeth av Hessen. Han var gift med sin syssling Anna av Hessen, född den 26 oktober 1529 i Kassel, död den 10 juli1591 i Meisenheim, dotter till Filip den ädelmodige och Kristina av Sachsen.
Han dog 1569 i samband med ett fälttåg till försvar för de franska hugenotterna. 
Barn:
1. Filip Ludvig av Pfalz-Neuburg, född 1547, död 1614.
2. Johan I av Pfalz-Zweibrücken, född 1550, död 1604.
3. Karl I av Pfalz-Zweibrücken-Birkenfeld, född 1560, död 1600.